# Sanjo (Musik)
Sanjo (chinesisch-koreanisch), auch koreanisch heoteun garak („verstreute Melodie“), ist ein solistischer Stil der koreanischen Volksmusik, bei dem ein Melodieinstrument von einer Trommel, meist der sanduhrförmigen janggu, begleitet wird. Die Ursprünge des Ende 19. Jahrhundert entwickelten Sanjo liegen in der Musik der südwestlichen Jeolla-do-Provinz, dem epischen Gesangsstil Pansori und der  schamanistischen Ritualmusik, aus der ebenfalls der improvisierte Instrumentalstil Sinawi hervorging. 
Der Sanjo-Stil entstand zunächst für die zwölfsaitige Wölbbrettzither gayageum, später erweitert auf praktisch alle koreanischen Melodieinstrumente, besonders die sechssaitige Zither geomungo, die siebensaitige, mit dem Bogen gestrichene Zither ajaeng, die zweisaitige Fidel haegeum und auf Blasinstrumente, darunter die Kegeloboen piri und soenap (entspricht der chinesischen suona) sowie die Bambusquerflöte daegeum. Seit den 1960er Jahren wird Sanjo an Musikhochschulen unterrichtet.
Es ist eine modale Musik, die auf verschiedenen rhythmischen Zyklen ähnlich dem indischen Râga basiert. Es gibt drei Hauptmodi (jo), die im sanjo benutzt werden, beschrieben in der 1763 entstandenen Ballade vom östlichen Meer. Die Sprachbilder beziehen sich auf Ereignisse und Personen der chinesischen Geschichte, aber der musikalische Zusammenhang ist eindeutig koreanisch.
Modi: (die Beschreibung schildert den Charakter der Modi)
- pyongjo: In der ”Südlichen Halle des Wohlgeruchs” besänftigt der mystische Kaiser Shun (2255 bis 2205 v. Chr.) die Empörung des Volkes mit einem Stück auf der fünfsaitigen Qin. Der Modus dieser Klänge muss aufrecht und mild sein.
- ujo:  General Xiang Yu springt vor Wut brüllend auf sein Pferd, und zehntausend Soldaten erzittern vor Furcht. Transparent und prächtig klingt dieser Modus.
- kyemynjo: Wenn Wang Jiao-Zhun den Han-Hof Richtung Norden verlässt, herrscht Schneegestöber und kalt bläst der Wind. Dieser Modus ist voller Wehmut und Trauer.

An anderer überlieferter Modus ist kyongdurum, der die hochmütige Kultiviertheit der Hauptstadt repräsentiert. Dieser Sanjo beginnt mit sehr langsamen rhythmischen Mustern, die ganz allmählich beschleunigen.
Zur Sung-Gumyun-Schule:
Sung Gumyun (kor. 성금연, Hanja 成錦鳶; 1923–1986) wurde zum ersten „lebendigen Kulturerbe“ für Gayageum-Sanjo im Jahre 1968 ernannt (für Westeuropäer eine schwer nachvollziehbare Ehrung). Als sie 1975 in die Vereinigten Staaten auswanderte wurde ihr der Titel von der Regierung wieder entzogen. Der Sung-Gumyun-Sanjo ist bekannt für seinen konzentrierten und knappen Ausdruck im Detail, aber mit über einer Stunde Dauer auch einer der zeitlich expansivsten Sanjo.